# Pollen
Pollen es el sexto álbum de estudio del dúo musical Tennis. Fue publicado el 10 de febrero de 2023 a través de su propio sello discográfico Mutually Detrimental.

## Promoción
El 15 de noviembre de 2022, el dúo anunció su sexto álbum de estudio, Pollen, cuyo lanzamiento estaba previsto para el 10 de febrero de 2023 a través de su propio sello discográfico Mutually Detrimental. «One Night with the Valet» se publicó el mismo día como el sencillo principal del álbum. Un segundo sencillo, «Let's Make a Mistake Tonight», se lanzó el 10 de enero de 2023. El tercer y último sencillo, «Forbidden Doors», se lanzó el 1 de febrero de 2023.

## Recepción de la crítica
El contribuidor de ABC News, Jim Pollock, calificó las “canciones pop meticulosamente elaboradas” de Pollen como “ligeras y alegres”. El crítico de la revista Far Out, Tyler Golsen, declaró: “Pollen no es realmente una inmersión en un nuevo territorio, sino que se duplica en lo que hace que Tennis sea una gran banda en primer lugar”. Amoeba Music lo describió como “devastadoramente encantador de la mejor manera posible”.

## Lista de canciones
Todas las canciones escritas y compuestas por Alaina Moore y Patrick Riley. 
| Lista de canciones de Pollen |                                |          |  |
| N.º                          | Título                         | Duración |  |
| 1.                           | «Forbidden Doors»              | 3:54     |  |
| 2.                           | «Glorietta»                    | 4:01     |  |
| 3.                           | «Let's Make a Mistake Tonight» | 4:14     |  |
| 4.                           | «One Night with the Valet»     | 1:53     |  |
| 5.                           | «Pollen Song»                  | 3:53     |  |
| 6.                           | «Hotel Valet»                  | 3:54     |  |
| 7.                           | «Paper»                        | 3:00     |  |
| 8.                           | «Gibraltar»                    | 3:57     |  |
| 9.                           | «Never Been Wrong»             | 3:26     |  |
| 10.                          | «Pillow for a Cloud»           | 3:11     |  |

## Posicionamiento
| Gráfica (2023)                             | Pico de posición |
| ------------------------------------------ | ---------------- |
| Estados Unidos (Billboard Top Album Sales) | 65               |